# Heterodermia squamulosa
Heterodermia squamulosa är en lavart som först beskrevs av Degel., och fick sitt nu gällande namn av William Louis Culberson. Heterodermia squamulosa ingår i släktet Heterodermia och familjen Physciaceae.   Inga underarter finns listade i Catalogue of Life.